# Ohio Life Insurance and Trust Company
A Ohio Life Insurance and Trust Company foi uma instituição bancária com sede em Cincinnati, Ohio, que existiu de 1830 a 1857. O Pânico de 1857, uma depressão econômica, forçou os escritórios da empresa em Nova York cessaram suas operações devido a maus investimentos, especialmente em negócios ligados à agricultura.
O desfalque por parte de funcionários e diretores da empresa às vezes é mencionado como outra causa que contribui para o fechamento do escritório.